# Milchzähne (Film)
Milchzähne ist ein deutsch-schweizerischer Spielfilm von Sophia Bösch aus dem Jahr 2024. Die Uraufführung des Dramas erfolgte im Januar im Rahmen des Filmfestival Max Ophüls Preis 2024, wo das Werk in den Spielfilm-Wettbewerb aufgenommen wurde. Es handelt sich um die Verfilmung des gleichnamigen Romans von Helene Bukowski.

## Handlung
Ein Dorf in naher Zukunft: Die junge Skalde ist als Tochter der Außenseiterin Edith aufgewachsen. Sie hat es geschafft, im Gegensatz zu ihrer Mutter von der Dorfgemeinschaft akzeptiert zu werden. Diese duldet keine Fremden in ihren Reihen. Als geachtetes Mitglied ist sie zum Schützling des Dorfvorstehers Pesolt ernannt worden. Skaldes Aufstieg hat das Verhältnis zu Edith zerrüttet.
Eines Tages findet Skalde ein fremdes Kind im Wald. Gegen das Gesetz der Dorfgemeinschaft verstoßend, nimmt sie das einsame Mädchen spontan mit nach Hause. Als die Dorfbewohner davon erfahren, drohen Skalde schwerwiegende Konsequenzen. Um sich und das Kind zu schützen, schlägt sie der Gemeinschaft ein riskantes Geschäft vor. Gleichzeitig nähern sich Skalde und ihre Mutter wieder an.

## Hintergrund

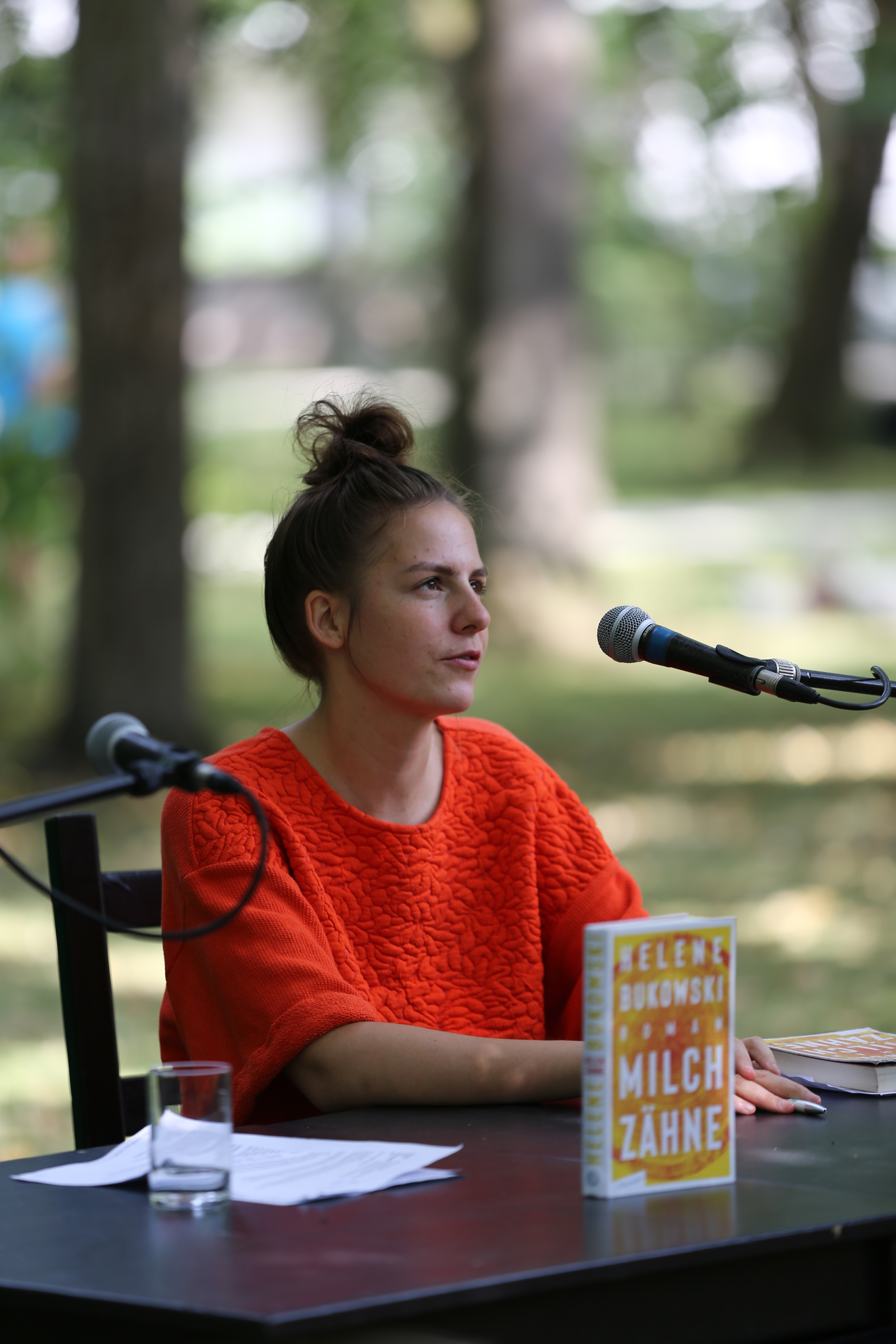
Helene Bukowski stellt ihren Roman Milchzähne vor (2019)

Milchzähne ist das Spielfilmdebüt der in der Schweiz geboren und aufgewachsenen Filmregisseurin und Drehbuchautorin Sophia Bösch. Für ihren Kurzfilm Rå, ihre Abschlussarbeit im Studiengang Regie an der Filmuniversität Babelsberg Konrad Wolf, hatte sie unter anderem den Deutschen Kurzfilmpreis 2018 erhalten. Gemeinsam mit Roman Gielke adaptierte sie auch die gleichnamige Literaturvorlage für die Kinoleinwand. Der Roman von Helene Bukowski war 2019 im unabhängigen Verlag Blumenbar und für mehrere Literaturpreise nominiert worden. Auch die Literaturkritik reagierte wohlwollend auf das Werk und es wurde mit anderen Dystopien wie Marlen Haushofers Die Wand (1963), Cormac McCarthys Die Straße (2006) oder Denis Johnsons Fiskadoro (1985) verglichen. Bukowski war durch Bilder der israelischen Fotografin Mayan Toledano zu ihrem Buch angeregt worden, die israelische Soldatinnen porträtiert hatte.
Für die Hauptrollen wurden Mathilde Bundschuh als Skalde, Susanne Wolff als deren Mutter Edith sowie Ulrich Matthes als Dorfvorsteher Pesolt verpflichtet. Die Dreharbeiten fanden von Mitte Juli bis Anfang September 2022 in Brandenburg (Bergarbeitersiedlung Alwine Domsdorf, Tagebauregion rund um Welzow), Mecklenburg-Vorpommern, Schleswig-Holstein und Thüringen (Hohenwarte-Stausee) statt. Insgesamt waren 32 Drehtage angesetzt. Als Kamerafrau fungierte Aleksandra Medianikova, während Andrea Muñoz für den Schnitt zuständig war. Die Filmmusik komponierten Rahel Zimmermann und Moritz Widrig.
Milchzähne wurde von der deutschen Weydemann Bros. GmbH und der schweizerischen Dschoint Ventschr produziert. Weiterhin beteiligt waren der SWR, SR, Arte und das SRF. Finanziell ebenfalls an dem Projekt beteiligt waren die Hessen Film und Medien, MV Filmförderung, MOIN Filmförderung Hamburg Schleswig-Holstein, das Medienboard Berlin-Brandenburg, die Beauftragte der Bundesregierung für Kultur und Medien, der Deutsche Filmförderfonds, das schweizerische Bundesamt für Kultur, die Zürcher Filmstiftung, Succès passage Antenne SRG SSR sowie das Programm Creative Europe MEDIA.

## Veröffentlichung
Milchzähne wurde am 26. Januar 2024 im Rahmen des Filmfestivals Max Ophüls Preis uraufgeführt.
Ein Kinoverleih ist von der deutschen Gesellschaft Farbfilm und der schweizerischen Dschoint Ventschr Distribution geplant.

## Rezeption
Beim NDR war zu lesen, dass der Film ein gutes Beispiel des deutschen Genre-Kinos sei. Bösch gelinge ein „Drama mit Mystery-Elementen, das geschickt mit den Ängsten und Vorbehalten gegenüber allem Fremden“ spiele. Der Film sei „atmosphärisch erzählt, einnehmend, wenn auch nicht immer ganz ausgegoren“.
Etwas weniger positiv fielen die Besprechungen bei Filmstarts.de und Film-Rezensionen aus. Patrick Fey meinte bei Filmstarts, dass Sophia Bösch gut daran tue, „ihre dystopische Welt nicht zu Tode zu erklären“. Zugleich verlaufe die Geschichte trotz atmosphärischer Spitzen aber inszenatorisch und erzählerisch in so gewohnte Bahnen, dass der Film zu selten gelinge, „sich aus der Masse dystopischer Young-Adult-Filme abzuheben“. Und Adrian Gmelch schrieb bei Film-Rezensionen, dass Milchzähne mehr sein möchte als ein „einfacher dystopischer Thriller“. Doch zu oft verliere sich der Film „in einer Kühle, die weder aufklärerisch noch emotional packend“ wirke. Ein Film, der am Ende eher frustriere als zum Nachdenken anrege und „den Zuschauer seltsam unberührt“ zurücklasse.